# Hattrick
 Der er for få eller ingen kildehenvisninger i denne artikel, hvilket er et problem. Du kan hjælpe ved at angive troværdige kilder til de påstande, som fremføres i artiklen.

 For alternative betydninger, se Hattrick (flertydig). (Se også artikler, som begynder med Hattrick)
Et hattrick er i fodbold betegnelsen for den præstation der består i at en spiller scorer tre mål i en kamp.
Udtrykket hat-trick stammer fra bueskydning i middelalderen hvor det betegnede at skyde hatten af tre mannequin-figurer, senere blev det introduceret i sportens verden via cricket, hvor det hedder hattrick når "kasteren" afviser 3 batsmen i træk.
Nogle opererer også med begrebet ægte hattrick hvis definition er lidt mere usikker. Den mest almindelige definition, bl.a. fra Politikens Ordbøger, er at en spiller skal score tre mål i træk i en kamp. Nogle mener også at alle tre mål skal scores i samme halvleg for at hattricket kan kaldes ægte. Et andet udtryk for tre mål i samme halvleg af samme spiller uden at der bliver scoret mål af andre imellem er et vaskeægte hattrick.